# HD 37904
HD 37904，又名BD-02 1346，SAO 132465、HR 1959，是一颗恒星，视星等为6.42，位于銀經207.44，銀緯-16.83，其B1900.0坐标为赤經5h 36m 39.4s，赤緯-2° -16.83′ 51″。